# ISO/IEC 80000
ISO 80000 또는 IEC 80000은 국제량체계(International System of Quantities, ISQ)를 도입하는 국제 표준이다. 국제 표준화 기구(ISO)와 국제전기기술위원회(IEC)가 합동으로 개발하고 공표하였다.
물리량과 측정 단위, 또 이것들이 수반되는 공식과 그에 일치하는 단위의 사용을 위한 스타일 가이드를 전 세계적으로 이용할 수 있도록 과학 및 교육 문서에서 다룬다.
ISO/IEC 8000 계열의 표준은 2009년 11월 파트 1의 출판과 함께 완료되었다.

## 개요
2021년 기준으로 ISO/IEC 8000은 13개 부분이 있고 그 중 2개(파트 6, 13)는 IEC가 개발하였고 나머지 11개는 ISO가 개발하였으며 추가적인 3개 파트(15, 16, 17)는 현재 개발 중이다. 파트 14는 철회되었다.
| Part         | 연도 | 이름                                | 대체                                  | 상태    |
| ------------ | ---- | ----------------------------------- | ------------------------------------- | ------- |
| ISO 80000-1  | 2009 | 일반                                | ISO 31-0, IEC 60027-1 및 IEC 60027-3  | 검토 중 |
| ISO 80000-2  | 2019 | 수학                                | ISO 31-11, IEC 60027-1                | 출판됨  |
| ISO 80000-3  | 2019 | 시공간                              | ISO 31-1 및 ISO 31-2                  | 출판됨  |
| ISO 80000-4  | 2019 | 역학                                | ISO 31-3                              | 출판됨  |
| ISO 80000-5  | 2019 | 열역학                              | ISO 31-4                              | 출판됨  |
| IEC 80000-6  | 2008 | 전자기학                            | ISO 31-5                              | 검토 중 |
| ISO 80000-7  | 2019 | 빛과 방사                           | ISO 31-6                              | 출판됨  |
| ISO 80000-8  | 2020 | 음향                                | ISO 31-7                              | 출판됨  |
| ISO 80000-9  | 2019 | 물리화학 및 분자화학                | ISO 31-8                              | 출판됨  |
| ISO 80000-10 | 2019 | 원자 및 핵물리학                    | ISO 31-9 및 ISO 31-10                 | 출판됨  |
| ISO 80000-11 | 2019 | 특성계수                            | ISO 31-12                             | 출판됨  |
| ISO 80000-12 | 2019 | 응집물질물리학                      | ISO 31-13                             | 출판됨  |
| IEC 80000-13 | 2008 | 정보과학기술                        | IEC 60027-2:2005의 하위 절 3.8 및 3.9 | 검토 중 |
| IEC 80000-14 | 2008 | 인간 생리학 관련 텔레바이오메트릭스 | IEC 60027-7                           | 철회    |
| IEC 80000-15 |      | 대수 및 관련 양                     |                                       | 개발 중 |
| IEC 80000-16 |      | 인쇄 및 쓰기 규칙                   |                                       | 개발 중 |
| IEC 80000-17 |      | 시간 의존성                         |                                       | 개발 중 |